# När dä va' då!
När dä va' då! är den första filmen med buskisduon Stefan & Krister, inspelad 1989. Filmen består av hopklipp av sketcher och karlarnas klassiska framträdande på scen inför publik med deras visor och diskussioner.
Anders Wällhed stod för regi. Senare bildade han bolaget Buskafilm och gjorde filmerna Hemkört (1990) och Bakhalt (1991) tillsammans med Stefan och Krister. 
Den släpptes på DVD den 30 mars 2004.

## Medverkande
- Stefan Gerhardsson – Stefan / Olvert / Sven-August
- Krister Claesson – Krister / Birger / Kristian
- Berit Ström – hemsamarit
- Anders Wällhed – filmklippare